# Gregorio Lopes

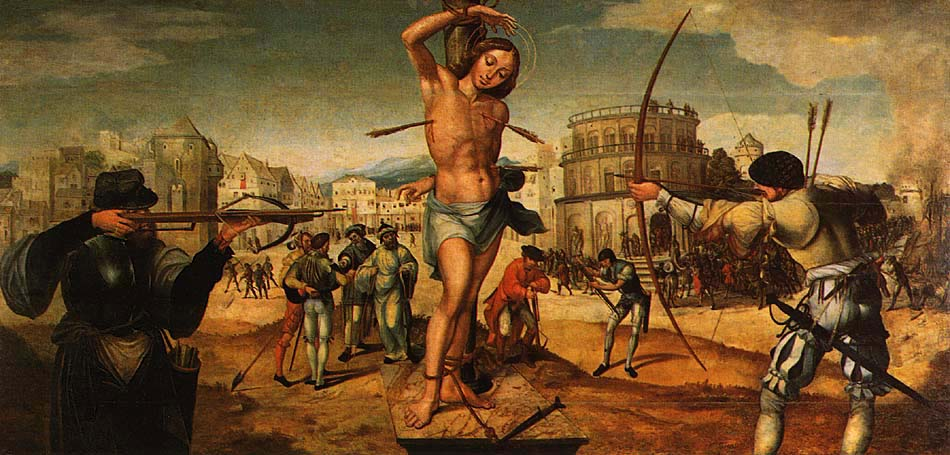
Martirio de San Sebastián, Lisboa, Museo Nacional de Arte Antiguo.

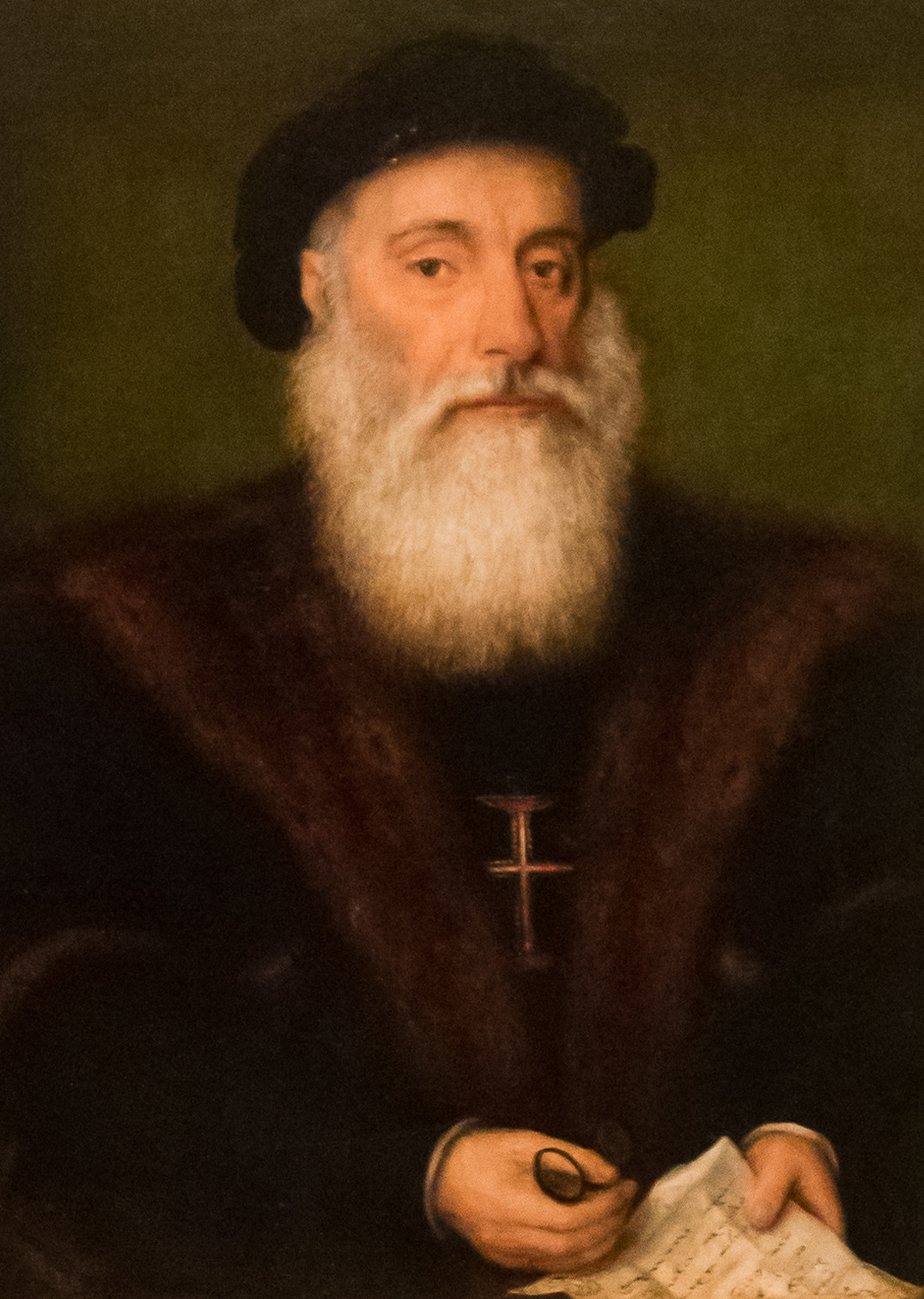
Retrato de Vasco de Gama, 1524.

Gregório Lopes (c. 1490-1550) fue un pintor portugués que está considerado uno de los más importantes del Renacimiento en este país.

## Biografía
Estudió pintura en el taller de Jorge Afonso, pintor del rey Manuel I de Portugal, cargo que también él llegó a ocupar posteriormente, como pintor de su sucesor Juan III de Portugal. En 1514 se casó con la hija de Jorge Afonso y en 1520 fue nombrado caballero por Jorge de Lencastre y al poco ingresó en la Orden de Santiago.
Su obra está compuesta principalmente por retablos pintados para iglesias y monasterios del centro de Portugal. Entre 1520 y 1525 trabajó en colaboración con Jorge Leal en los retablos del Convento de San Francisco de Lisboa. En esa época también pintó unos paneles para la iglesia de Paraíso de Lisboa, realizando trabajos en Sesimbra y Setúbal, así como en el Monasterio de Ferreirim.
En la década de 1530 se trasladó a la ciudad de Tomar, donde pintó para la iglesia del convento de Cristo (1536-1539) y el retablo mayor de la iglesia de San Juan Bautista (São João Baptista, 1538-1539). Sus últimas obras conocidas incluyen retablos para el convento de Santos-o-Novo en Lisboa (1540) y el convento de Valverde, cerca de Évora (1545).
Numerosas de sus obras pueden contemplarse en el Museo Nacional de Arte Antiguo de Lisboa, entre ellas el Martirio de San Sebastián, procedente del convento de Cristo en Tomar.
Su hijo Cristóbal Lopes (1516-1594), también pintor, hizo retratos de la familia real portuguesa.